# Långegöl (Alseda socken, Småland)
Långegöl är en sjö i Vetlanda kommun i Småland och ingår i Emåns huvudavrinningsområde. Sjön är 6,6 meter djup, har en yta på 0,055 kvadratkilometer och befinner sig 179 meter över havet. Vid provfiske har bland annat abborre, braxen, gädda och mört fångats i sjön.

## Fisk
Vid provfiske har följande fisk fångats i sjön:
- Abborre
- Braxen
- Gädda
- Mört
- Ruda
- Sutare